# 셰키나
셰키나(Shekhina(h) , Shekina(h), Schechina(h), 또는 Shechina(h), 히브리어 성경שכינה는)는 하나님의 신적인 임재나 함께 거하심을 의미하는 히브리어(Biblical Hebrew: שכינה)를 영어로 발음으로 표기한 것이다. 이 용어는 성경에는 나타나지 않고 랍비 문학으로부터 가져온 것이다.

## 어원
Shekhinah는 히브리어 동사 שכן로부터 파생되었다. 셈족 어원이 정착하다, 거주하다, 함께 거하다라는 의미이다.:148–149 

## 같이 보기
- 엘로힘
- 소피아
- 야훼
- 신정론